# Acuatella vestituda
Acuatella vestituda är en tvåvingeart som beskrevs av Werner Mohrig 2003. Acuatella vestituda ingår i släktet Acuatella och familjen sorgmyggor.
Artens utbredningsområde är Honduras. Inga underarter finns listade i Catalogue of Life.